# Zbiornik Wyżary
Zbiornik retencyjny Wyżary, sztuczny zbiornik wodny Wyżary – sztuczny zbiornik wodny na rzece Radulinka w Polsce, położony na obszarze kompleksu leśnego Puszczy Knyszyńskiej w województwie podlaskim, w powiecie białostockim, na terenie gminy Gródek w pobliżu osady Wyżary.
Zbiornik został utworzony w roku 1970, ma pojemność 63,35 dam³, zajmuje powierzchnię 4,85 ha, średni przepływ 0,04 m³/s. Spełnia on funkcje ochrony przeciwpożarowej, rekreacyjno–wypoczynkową i ochronny przyrody.